# Thomas Kreuzer (Politiker)

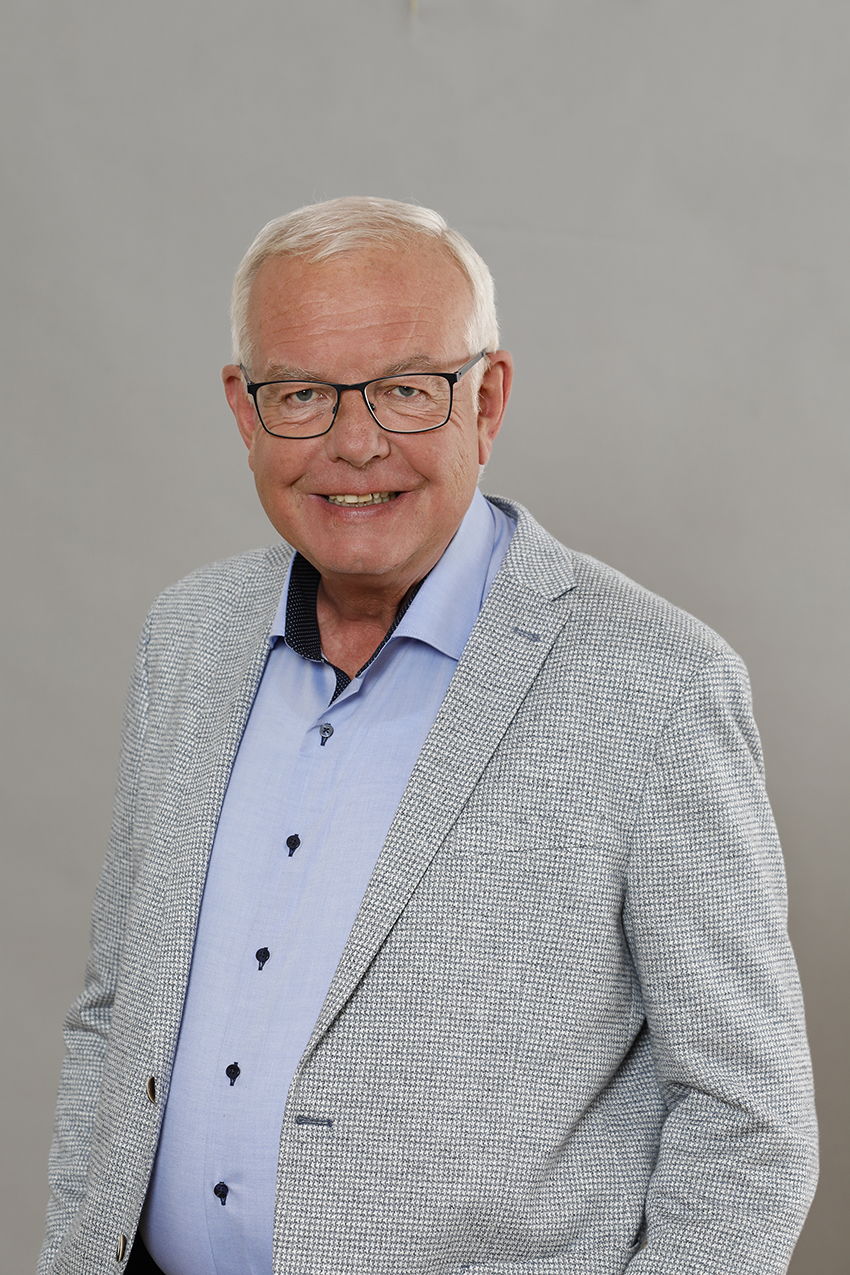
Thomas Kreuzer (2022)

Thomas Kreuzer (* 23. Mai 1959 in Kempten (Allgäu)) ist ein deutscher Politiker (CSU) und Richter. Von 1994 bis 2023 war er Abgeordneter im Bayerischen Landtag; von 2013 bis 2023 war er dort Fraktionsvorsitzender der CSU.

## Biografie
Nach dem Besuch der Volksschule in Lauben legte Kreuzer 1978 das Abitur am Allgäu-Gymnasium Kempten ab. Nach dem Grundwehrdienst (später zum Oberleutnant der Reserve befördert) studierte er ab 1979 im sogenannten einstufigen Modell Rechtswissenschaften an der Universität Augsburg. 1986 schloss er dieses mit dem Zweiten Staatsexamen ab. Nach seinem Rechtsreferendariat war er zunächst Staatsanwalt, dann wurde er Richter am Landgericht Kempten. Dieses Amt übte er bis zu seiner Wahl als Landtagsabgeordneter aus.
Kreuzer trat 1979 in die Junge Union ein und war zwei Jahre JU-Kreisvorsitzender. 1980 wurde er Mitglied der CSU und ist seit 1993 Vorsitzender des Kreisverbandes Kempten. Er ist seit 2001 außerdem Landesvorsitzender des „Arbeitskreises Juristen in der CSU“.
Seit 1984 gehört Kreuzer dem Stadtrat in Kempten an, in den er mit 24 Jahren als jüngstes Mitglied gewählt wurde. Dort ist er Vorsitzender des Rechnungsprüfungsausschusses.
Im Oktober 1994 zog er als direkt gewählter Abgeordneter des Stimmkreises Kempten-Oberallgäu in den Bayerischen Landtag ein. Er war dort Mitglied des Ausschusses für Kommunale Fragen und Innere Sicherheit, Mitglied des Ältestenrats, Mitglied der Richter-Wahl-Kommission und Vorsitzender des Untersuchungsausschusses „Wildfleisch und Verbraucherschutz“. 
Von Februar bis Dezember 2010 leitete er als Vorsitzender den Untersuchungsausschuss des Bayerischen Landtags zu den Milliardenverlusten der BayernLB, insbesondere durch den Kauf der österreichischen Hypo Group Alpe Adria (HGAA); den Abschlussbericht legte er am 10. Februar 2011 vor.
Von Oktober 2003 bis 2011 war er stellvertretender Vorsitzender der CSU-Landtagsfraktion, ab 2008 Parlamentarischer Geschäftsführer der CSU-Landtagsfraktion. Seit 2009 ist er Mitglied des Parteipräsidiums. Im März 2011 wurde er Staatssekretär im Bayerischen Kultusministerium, am 4. November 2011 Staatsminister und Leiter der Bayerischen Staatskanzlei. Im Oktober 2013 wurde er zum Fraktionsvorsitzenden gewählt, dieses Amt hatte er bis zu seinem Ausscheiden aus dem Landtag im Oktober 2023 inne.
Zur Landtagswahl 2023 trat Kreuzer nicht erneut an und schied dementsprechend im Oktober 2023 nach 29 Jahren als Abgeordneter aus dem Bayerischen Landtag aus.
Vom 17. November 2011 bis zu seiner Wahl zum CSU-Fraktionsvorsitzenden war Kreuzer Vorstandsvorsitzender des MedienCampus Bayern. Kreuzer war Initiator und Gründer des MedienNetzwerk Bayern als Nachfolgeeinrichtung des Clusters für audiovisuelle Medien (CaM).
Er ist Mitglied im Rundfunkrat des Bayerischen Rundfunks, im Bayerischen Richterverein, in mehreren Sport- und Schützenvereinen, kulturellen und karitativen Vereinigungen sowie im Verwaltungsrat der Sparkasse Allgäu. Er ist Vorsitzender des Kuratoriums der Hochschule für angewandte Wissenschaften Kempten und seit Oktober 2018 Ehrensenator der Hochschule. Seit 2012 ist Kreuzer Vorsitzender des Stiftungskuratoriums der Stiftung Medienpädagogik Bayern.

## Positionen
In der Flüchtlingskrise in Europa 2015 fordert Kreuzer eine Obergrenze für Flüchtlinge in Deutschland. Zudem verlangt er einen besseren Schutz der EU-Außengrenzen und verstärkte Hilfe für Flüchtlingslager um Syrien. Anfang 2016 forderte er eine „Kaskade von Grenzschließungen“ von Mazedonien über Serbien und Österreich bis zur deutschen Grenze. Dies würde sich unter Flüchtlingen schnell bis nach Nordafrika herumsprechen, so dass sie sich gar nicht erst auf den Weg begäben.

## Auszeichnung
2009 wurde Kreuzer vom bayerischen Ministerpräsidenten Horst Seehofer mit dem Bayerischen Verdienstorden für sein Wirken als Landtagsabgeordneter für Kempten und das Allgäu geehrt.

## Privates
Kreuzer wohnt in Kempten, ist römisch-katholischen Bekenntnisses, Vater eines Sohnes und geschieden, aber mittlerweile mit Mechthilde Wittmann liiert.
Thomas Kreuzer ist der Bruder der Sportjournalistin und Fernsehmoderatorin Marianne Kreuzer und der Vetter des Fußballspielers Karl-Heinz Riedle.